# Аеродром Мариди
Аеродром Мариди (: ) је ваздухопловно пристаниште код града Мариди у вилајету Источна Екваторија у Јужном Судану. Смештен је на 579 метара надморске висине и има једну полетно-слетну стазу дужине 1.500 метара. Поплава је 1993. године уништила источну полетно-слетну стазу, па је направљена привремена земљана.